# Stadion U Nisy
Stadion U Nisy je fotbalový stadion v Liberci. Nyní je používán především pro fotbalové zápasy Slovanu Liberec. Stadion je pojmenován po řece Nise, která teče těsně za Severní tribunou. Další zajímavostí je vetknutí Hlavní tribuny do skalního masivu. Kapacita stadionu je 9 900 míst.

## Historie
Stadion byl postaven v roce 1933 a otevřen o rok později. Předcházelo tomu vyhrazení pozemku od liberecké radnice pro český klub SK Liberec, který fungoval od roku 1934 pod názvem Slavia Liberec. Klub tak získal své vlastní zázemí. V těchto letech se ale stadion skládal pouze z travnatého hřiště a malé tribuny. Byl nazván „stadionem Pod chudobincem“, protože nad současnou hlavní tribunou stál chudobinec (dnešní domov mládeže).
V roce 1953 se stadion dočkal větších úprav, pro postavení hlavní tribuny bylo potřeba odstřelit 600 m³ skalního masivu, do kterého je současná nová hlavní tribuna usazená. V roce 1953 se stihlo odstřelit pouze 100 m³, zbytek masivu se odstřeloval v průběhu dalších let. V roce 1967 se stadion dočkal pod novým vedením dalších úprav. Rekonstrukce probíhala až do začátku roku 1968, šlo o zbourání starých šaten a prodloužení hřiště, jelikož nesplňovaly nově dané normy FAČR (dříve ČSVT).
V průběhu 70. a 80. let probíhaly různé rekonstrukce a úpravy za velkého přispění dobrovolných brigádníků v rámci akcí Z.
14. srpna 1993 se U Nisy odehrál první domácí prvoligový zápas Slovanu na vyprodaném stadionu pro 5575 diváků, z toho k sezení pouze 500 míst. Slovan dostal pro tuto první sezonu výjimku, neboť tehdejší stav stadionu byl pro první ligu nedostačující. Významná rekonstrukce hlavní tribuny začala v roce 1994 podle projektu Ing. F. Čejky a byla dokončena v roce 1995. Kapacita tribuny byla zvětšena na 2119 diváků a celková kapacita stadionu na 7000. Rekonstrukci prováděla stavební firma Eurostav.
V roce 1996 proběhla dostavba vnitřku hlavní tribuny podle projektu Ing. Radovana Novotného. Vnitřek tribuny byl rozdělen na 3 podlaží, v přízemí jsou kabiny hráčů a sklady, v prvním patře bylo místo pro tiskové středisko (v roce 2017 přesunuto do nově vystaveného press centra v druhém podlaží) a na samotném vrcholu tribuny je umístěn V.I.P prostor.
V roce 1998 bylo instalováno vytápění trávníku a o několik měsíců později začala výstavba Severní tribuny, která byla dostavěna v roce 2001 a od té doby se nijak nezměnila.
V roce 2004 proběhla poslední série větších úprav stadionu a to dostavba západní tribuny do jihozápadního rohu stadionu, protažení hlavní tribuny na úrověn brankových čar, dostavba východní tribuny do jihovýchodního rohu stadionu společně s jejím zastřešením a výstavba nové správní budovy.
Slovan, který vznikl v roce 1958 spojením Slavoje Liberec a Jiskry Liberec, využíval stadion U Nisy střídavě s městským stadionem. Na městském stadionu se v současné době odehrávají utkání dorostu a B-týmu Slovanu. Stadion U Nisy slouží pro zápasy prvoligového fotbalového klubu FC Slovan Liberec. 

### Kapacita stadionu
Původní kapacita stadionu byla 5 000 diváků. Po rekonstrukci v roce 1995 byla navýšena na 7 000. V roce 1998 bylo instalováno vytápění trávníku a o několik měsíců později začala výstavba Severní tribuny. V roce 2000 bylo na stadion instalováno osvětlení, a to kvůli postupu Slovanu v Poháru UEFA a zápasu proti FC Liverpool. Výstavba Severní tribuny byla dokončena v roce 2001 a od té doby činí kapacita stadionu současných 9 900 diváků.

### Úspěch
Slovan v sezoně 2001/2002 zvítězil titul mistra ČR, tím si vysloužil místo v kvalifikaci Ligy mistrů UEFA v sezoně 2002/2003. V odvetném zápase se Slovan utkal s italským AC Milan a přivítal jej na stadionu U Nisy v třetím předkole 28. října 2002, zápas skončil 2:1 výhrou Slovanu.
Stadion zažil také již 3 zápasy předkol Evropské ligy v sezoně 2013/14, nejdůležitější byl odvetný zápas s Udinese Calcio, který skončil remízou 1:1.

## Seznam tribun a jejich kapacit
Zdroj: 
- Hlavní tribuna (rekonstruována v roce 1995, pojme 2 119 diváků)
- Východní tribuna (postavena v roce 1998, pojme 1 853 diváků)
- Západní tribuna (postavena v roce 1998, pojme 1 495 diváků)
- Severní tribuna (postavena v roce 2001, pojme 2 574 diváků)

## Mezinárodní utkání
Stadion u Nisy hostil prozatím tři kvalifikační utkání a jedno přátelské utkání české fotbalové reprezentace.
| 4. června 2005                                                                                   |       |           |                                                                      |
| Česko                                                                                            | 8 – 1 | Andorra   | kvalifikace MS 2006, skupina 1 diváci: 9 520 rozhodčí: Selçuk Dereli |
| Lokvenc 12', 90' Koller 30' Šmicer 37' Galásek 52' (pen.) Baroš 79' Rosický 84' (pen.) Polák 86' |       | 36' Riera | kvalifikace MS 2006, skupina 1 diváci: 9 520 rozhodčí: Selçuk Dereli |

| 7. října 2006                                                  |       |            |                                                                     |
| Česko                                                          | 7 – 0 | San Marino | kvalifikace ME 2008, skupina D diváci: 9 514 rozhodčí: Vusal Aliyev |
| Kulič 15' Polák 22' Baroš 28', 68' Koller 43', 52' Jarolím 49' |       |            | kvalifikace ME 2008, skupina D diváci: 9 514 rozhodčí: Vusal Aliyev |

| 28. března 2007 |       |      |                                                                   |
| Česko           | 1 – 0 | Kypr | kvalifikace ME 2008, skupina D diváci: 9 310 rozhodčí: Ivan Bebek |
| Kováč 22'       |       |      | kvalifikace ME 2008, skupina D diváci: 9 310 rozhodčí: Ivan Bebek |

| 11. srpna 2010                             |       |           |                                                                  |
| Česko                                      | 4 – 1 | Lotyšsko  | přátelské diváci: 7 456 rozhodčí: Sergej Valentinovič Dankovskij |
| Bednář 49' Fenin 54' Pospěch 74' Necid 77' |       | 90' Cauna | přátelské diváci: 7 456 rozhodčí: Sergej Valentinovič Dankovskij |